# Hesperantha hygrophila
Hesperantha hygrophila là một loài thực vật có hoa trong họ Diên vĩ. Loài này được Hilliard & B.L.Burtt miêu tả khoa học đầu tiên năm 1982.